# Споменик природе Арборетум Шумарског факултета
Споменик природе Арборетум Шумарског факултета представља зелену површину специфичне намене, са изузетном ботаничком и пејзажно-архитектонском вредношћу. То је споменик природе флористичког карактера, подигнут на ободу ужег градског језгра.

## Историја
Арборетум Шумарског факултета у Београду формиран је у периоду између 1956. и 1959. године после пресељења Шумарског факултета из зграде Пољопривредног факултета у Земуну у садашњу зграду на Бановом брду. Арборетум је основао професор Дендрологије са фитоценологијом на тадашњој Катедри Гајења шума Одсека за шумарство Бранислав Јовановић, са својим сарадницима. Професор Јовановић био је управник Арборетума све до пензионисања 1984. године.

## Карактеристике терена
Арборетум је формиран на простору окућнице Факултета, на некадашњем станишту мешовитих аутохтоних шума сладуна и цера. Смештен је на северозападној падини Кошутњака, изнад леве обале Топчидерске реке, на надморској висини 110-125 м. Заузима површину од око 6,7 хектара. Просторно и функционално је повезан са системом градског зеленила.

## Концепт арборетума
Арборетум је конципиран и подигнут као наставно средство, пре свега за савлађивање тадашњег наставног програма Дендрологије са фитоценологијом, а касније и програма Декоративне дендрологије. Касније у њему почиње да се изводи и практична и теренска настава из Генетике са оплемењивањем биљака, Ботанике са анатомијом дрвета, Шумских култура и плантажа, Семенарства, расадничарства и пошумљавања, Гајења шума, Цвећарства, Уређивања и гајења паркова, Производње садног материјала и бројних других наставних дисциплина, какве су Геодезија, Шумска транспортна средства, Наука о прирасту и др. Његов географски положај, еколошке карактеристике заступљених представника дрвенастих и жбунастих врста, концепција поља, парцела, априлака, стаза, алеја и парковског мобилијара, обезбеђују обиље грађе за стварање научних и стручних студија.

## Флористички садржај
Флористичка разноврсност Арборетума огледа у великој заступљености егзота, аутохтоних и алохтоних дрвенастих и жбунастих врста. Биљни фонд обухвата око 2оо дрвенастих врста, подврста, хибрида и култивара, представљених са око 1.500 појединачних примерака. Разноврстан биофонд, систематски распоређен на повезаним целинама, чини овај Споменик природе изузетно атрактивним.
Према систематској припадности, у Арборетуму је заступљено 218 лишћарских врста (Angiospermae) и 24 четинарске врсте (Gymnospermae). Према пореклу, овде расте укупно 77 аутохтоних (домаћих) врста дрвећа и жбуња и 146 алохтоне (увезене) врсте. Као дендролошки раритети или импозантни примерци истичу се између осталих:
- длакави пољски јасен (Fraxinus pallisae Willmott),
- тиловина или негњил (Petteria ramentacea (Sieber) K. B. Presl),
- Панчићев маклен (Acer intermedium Pančić),
- најстарији примерак метасеквоје у Београду (Metasequoia glyptostroboides Hu et Cheng),
- нова форма ловорвишње, која је у част оснивача Арборетума названа Prunus laurocerasus 'Prof. Bane',
- америчка врста храста Quercus imbricaria Michx.,
- америчка врста храста Quercus acutissima Carruth,
- џиновска секвоја (Sequoiadendron giganteum (Lindl.) Buchh.) и
- хималајски боровац (Pinus wallichiana A. B. Jackson).

У оквиру Арборетума налази се и алпинум, на две парцеле површине 55,5 и 62,5 m2 који представља јединствену геолошку, ботаничку и дендролошку колекцију, са више од 40 врста декоративних лишћара и четинара, употпуњену са преко 80 врста перена.
Као непосредна последица развоја Арборетума на површини окућнице Факултета формиран је и расадник са стаклеником, површине 200 м2, и Дунемановим лејама за узгој садног материјала и цветних култура на отвореном простору, намењеног како потребама наставе и научно-истраживачког рада, тако и комерцијалном пласману.

## Заштита
Због своје јединствене, ботанички разноврсне збирке дендрофлоре на отвореном простору, а такође и ради очувања и унапређења генофонда аутохтоне, алохтоне и егзотне дендрофлоре, као и ретких, ендемичних и реликтних врста, намењених научно-истраживачком раду и образовању, Арборетум Шумарског факултета проглашен је за Споменик природе. Заштићен је на основу Закона о заштити природе јула месеца 2011. године. Заштићено подручје сврстано је у III категорију, као заштићено подручје од локалног значаја, са установљеним режимом заштите II степена. Управљање заштићеним подручјем поверено је Шумарском факултету Универзитета у Београду.

## Функцие Арборетума
Осим што има своју специфичну, научно-истраживачку функцију, Арборетум шумарског факултета чини и део система градског зеленила, па је изражен и његов естетски, еколошки и санитарно-хигијенски значај за непосредну околину. осим тога, током низа година у рад на његовом одржању и унапређењу укључиване су генерације студената и наставника Факултета, али и ђака основних и средњих школа са подручја општине и шире, као и чланова бројних удружења грађана. У арборетуму се организује и програм „хортикултурне терапије”, намењен особама са посебним потребама. Такође се у Арборетуму одвијају бројне едукативне активности друштвено одговорних компанија и организација, чиме се ради на развијању културе волонтерског рада и еколошке свести корисника овог простора.

### Сарадња са локалном заједницом
На простору Арборетума дужи низ година одвија се инклузивна практична настава и различите ваннаставне хортикултурне активности у сврху обуке за поједине образовне профиле, али и активности ради постизања специфичних терапеутских циљева или рехабилитације особа са посебним потребама. Овај програм инклузивне практичне наставе похађају ђаци Средње занатске школе и полазници Центра за децу и омладину ометену у развоју Чукарица. Специфичан вид активности у Арборетуму представља и практична настава студената Високе здравствене школе из Земуна, у склопу предмета Здравствени туризам и Велнес програми.

## Галерија
- Инфо-табла на улазу у Арборетум
- Колекција четинара